# Sanne van Paassen
Sanne van Paassen (Vlierden, Deurne, Brabant del Nord, 27 d'octubre de 1988) és una ciclista neerlandesa que fou professional del 2007 al 2015. S'especialitzà en el ciclocròs.

## Palmarès en ciclocròs
- 2010-2011
  - 1a a la Copa del món de ciclocròs